# 1953 في أستراليا
فيما يلي قوائم الأحداث التي وقعت خلال عام 1953 في أستراليا.

## سياسة

### تعيين في المنصب
- 8 مايو – وليم سليم الحكام العامون لأستراليا.

## مواليد

### أبريل
- 29 أبريل – ستيل بيشوب درّاج طريق أسترالي.

### سبتمبر
- 11 سبتمبر – ريني غيير مغنية أسترالية.

## وفيات

### أبريل
- 12 أبريل – ليونيل لوغ (مواليد 1880) عَالِم أسترالي.